# Байгоррия, Мануэль
Мануэль Байгоррия (исп. Manuel Baigorria; 1809—1875) — аргентинский военный деятель, участвовавший в гражданских войнах в Аргентине. Имевший смешанное происхождение, он много лет прожил с независимым племенем ранкель, обитавшим к югу от земель, колонизированных европейцами, на территории нынешней Аргентины. Байгоррия пользовался высокой репутацией среди людей ранкель, которые выступали на его стороне (унитаристской) в гражданских войнах.

## Ранние годы
Мануэль Байгоррия родился в городе Сан-Луис-де-ла-Пунта-де-лос-Венадос приблизительно в 1809 году в семье Бласа Байгоррии и Петроны Ледесмы. Игнасио Фотерингем, его современник, описал его как невысокого, но мускулистого, сильного и активного человека, отличавшегося безрассудной храбростью. Байгоррия вступил в ряды армии, в юном возрасте получив офицерское звание. Он служил под командованием унитаристского генерала Хосе Марии Паса и был пленён в 1831 году после битвы при Родео-де-Чаконе. Исключительно по воле случае он не попал в группу пленных, которых должны были расстрелять. После этого случае он решил остаться жить среди ранкель.

## Среди индейцев
Байгоррия хорошо зарекомендовал себя среди народа ранкель. Он был близким другом их вождя Янкетруса, который даже назвал своего старшего сына Байгорритой (то есть «маленьким Байгоррией»). За 40 лет Байгоррия успел жениться четыре раза — на трёх христианках и одной мапуче. Он стал наречённым братом вождя ранкелей Пичуна.
В 1838 году Байгоррия во главе отряда ранкелей участвовал в неудачном набеге на северную провинцию Буэнос-Айрес и южную провинцию Санта-Фе. Он получил звание полковника в армии унитаристов. В ноябре 1840 года Байгоррия принял участие в революции в провинции Сан-Луис, а после её поражения вернулся к ранкелям. В апреле 1843 года он вновь возглавлял отряд из 600 индейцев, совершивший неудачный рейд. В 1845 году он организовал с 900 индейцами и белыми новый набег. Малоны, как назывались подобные рейды, служили Байгоррии эффективным методом оказания помощи своим политическим союзникам.

## Поздние годы
После того, как Хуан Мануэль де Росас в 1852 году отошёл от власти, Байгоррия вернулся к европейцам. Он настолько отмежевался от своих прежних друзей, что даже совершил несколько военных походов против индейцев на приграничных территориях. Байгоррия также успел посражаться за обе стороны в гражданских войнах того времени — за Аргентинскую конфедерацию и сепаратистское Государство Буэнос-Айрес. В более поздние годы он служил советником при генерале Хулио Архентино Роке, обучая его тайнам географии пустыни и обычаям индейцев. Во-многом эти навыки помогли Роке в его успешной и жестокой военной кампании против индейцев, известной как Завоевание пустыни.
Байгоррии было 60 лет, когда в 1868 году он взялся за написание мемуаров. Он умер в бедности 21 июня 1875 года в Сан-Луисе. Его супруга Лоренса Барбоса как вдова военного стала получать пенсию. Из книги Байгоррии складывается впечатление о нём, как о скромном человеке. Несмотря на своё участие в набегах в качестве вождя, он не отличался чрезмерной алчностью или кровожадностью, забирая в качестве добычи преимущественно жеребят, книги и газеты. Историк Альваро Юнке, говоря о Байгоррии, отмечал что ему не хватило совсем чуть-чуть, чтобы превратить свою жизнь в роман.